# Oh My Love (álbum de Zard)

Oh My Love es el quinto álbum de estudio de la banda japonesa de rock Zard que fue publicado el 4 de junio de 1994, por la discográfica B-Gram Records.

## Posicionamiento en ventas
El álbum llegó al número 1 en ventas en Japón en su primera semana. Se mantuvo en el Top 100 de Oricon por 75 semanas y vendió más de 2 millones y medio de copias.

## Lista de canciones
Todas las letras por Izumi Sakai:
- 1.	"Oh My Love" 4:33
- 2.	"Top Secret" 5:11
- 3.	"Kitto Wasurenai" (きっと忘れない) 4:14
- 4.	"Mō Sukoshi, Ato Sukoshi..." (もう少し あと少し…) 4:48
- 5.	"Ame ni Nurete" (雨に濡れて) 4:34
- 6.	"Kono Ai ni Oyogi Tsukarete mo" (この愛に泳ぎ疲れても) 4:16
- 7.	"I Still Remember" 6:06
- 8.	"If You Gimme Smile" 4:03
- 9.	"Rainen no Natsu mo" (来年の夏も) 4:33
- 10. "Anata ni Kaeritai" (あなたに帰りたい) 6:17